# The End of the World (film 1922)
The End of the World  è un film del 1922 diretto da Harvey G. Matherson. È una pellicola canadese interpretata da Norma Shearer e da Jack Pickford (fratello di Mary), distribuita da National Motion Picture Service.

## Distribuzione
Il film fu distribuito dalla National Motion Picture Service. Uscì nelle sale USA nell'aprile 1925.